# غون فريكس
غون فريكس (باليابانية: ゴン＝フリークス؛ يلفظ غون فوريكوسو) هو البطل الرئيسي في سلسلة المانغا والأنمي هنتر x هنتر.
تبدأ السلسلة من بطل القصة غون فريكس في جزيرة الحوت حيث كان لا يعرف شيء عن والده ويتفاجأ بعد أن أخبره الصياد كايتو أن والده لا يزال حيًا وهو أحد أشهر الصيادين بالعالم فيصر غون على بدء رحلته للبحث عن أبيه، ويتعرف علىٰ أصدقائه ليوريو وكورابيكا وكيلوا.

## الشخصية
غون شخصية رياضية وبسيطة وودودة. لديه علاقة ممتازة مع الحيوانات لأنه عاش طفولته في الغابة وهو صغير. ينتمي غون لفئة التعزيز والمعروف عنهم أنهم بسطاء التفكير وعازمون. عزمه وموهبته تقودان أصدقاءه وأعداءه على حد السواء إلى الثقة به والوقوف إلى جانبه. يمتلك حواس تفوق معظم البشر. ويريد غون أن يصبح صياداً لأنه يرغب في إيجاد السبب الذي دفع أبيه لإختيار هذه المهنة علىٰ الإعتناء بولده.
وفي نفس الوقت، فإن عيوبه تتجلىٰ في مزاجه وطبعه المندفع. يفشل غون أحيانًا في التفكير في العواقب وغالبًا ما تدفع به أفعاله إلىٰ مواقف لا يحسد عليها. عزيمته قوية للغاية وقد يكون متعقلًا أحيانا، لكن عقله المتزن قد لا يساعده في تفهم بعض المواقف أحيانًا أخرىٰ. رغم إمتلاكه لمواهب تفوق معظم أقرانه، لكنه يشعر بأنه عليه يجب أن يثبت خطأ خصمه في كل مرة توضع قدراته في إختبار ما. لديه رغبة مستمرة في أن يصبح أقوى، كما أنه يصبح قويًا للغاية عندما يغضب. لكن غضب غون يقوده كذلك إلىٰ إقتراف أفعال متهورة للغاية. عندما تحتدم مشاعره، يصبح غون غير منطقي وغافل تمامًا عما يحيط به.
غون واثق للغاية من قدراته. أحيانًا لا يدرك أن خصمه أقوى منه بكثير أو حتىٰ عندما يدرك ذلك، تجده مستمرًا في القتال رغم كل شيء. يرفض أن يقبل أنه أقل منزلة من أي خصم يواجهه حتى مع من هم أقوى منه. منح المؤلف يوشيهيرو توغاشي شخصية ساذجة لغون متعمّدًا. وإلىٰ جانب حمله لوثيقة الصيد والبحث عن والده، غون لديه رغبة جامحة أيضا في امتلاك القوة. يشعر غون بعدم الأمان عندما يتعلق الأمر بنقاط ضعفه أو عندما لا يكون قادرًا علىٰ حماية من هم أقرب إليه.
من بعض المواقف الطريفة لغون يظهر من خلال الأنمي بأنه سيئ في الرياضيات والحساب.

## المظهر

غون فريكس

- مقارنة الشكل: تباين شكل وألوان ملابس غون من خلال المقارنة بين الشخصية في الحلقة الخاصة التي ظهرت قبل صدور الأنمي وبين الأنمي الرئيسي الذي بدأ عرضه 1999 وفي الأصدار الذي يليه عام 2011 لم يتغير شكل الملابس أو ألوانها بإستثناء بعض التحسينات وتحسن جودة الرسم.
- الصفات والمظهر: غون فتىٰ في الثانية عشر من عمره لديه شعر أسود شائك ذي أطراف خضراء اللون، وعينين بنيتين، ملابسه المعتادة عبارة عن سترة خضراء بأطراف حمراء يلبسها فوق قميص أسود، وسروال قصير أخضر وحذاء أخضر طويل الرقبة.

في بداية القصة دائمًا ما كان يحمل حقيبة علىٰ ظهره موضوع فيها صنارة صيد، تذكر القصة في نسخه 1999 أن والده قد تركها له بالرغم من عدم ذكر أي شيء بهذا الخصوص في المانغا الرسميه للقصه.

## قصة غون ما قبل أحداث الأنمي
عندما بلغ جين فريكس العشرين من عمره، عاد لموطنه جزيرة كوجيرا (جزيرة الحوت) لأول مرة بعد ثمان سنوات ومعه طفل صغير وهو غون. عندما سألوه عن والدة الطفل، ذكر جين أنهما قد انفصلا. عندما حاول جين ترك غون تحت رعاية جدته، غضبت ابنة عمه ميتو علىٰ طريقة تربيته لإبنه وأخذت حق رعايته عن طريق المحكمة. ثم غادر جين القرية ولم يعد إليها من جديد. 
عاش غون في كنف عمته ميتو وجدته بسبب غياب أبيه الدائم للذهاب في مهمات الصيد الخطرة والشاقة، حيث أخبرته خالته بأن والديه قد توفيا، لكنه اكتشف أن أباه لا يزال حياً، فانطلق في رحلة للبحث عنه. يعتبر غون الشخصية المحورية في القصة، حيث أنها تدور حول إصراره للعثور على والده والمغامرات التي تحدث له أثناء ذلك.
وفي سن التاسعة، أنقذ رجل يدعىٰ كايتو حياة غون من أنثى دب ثعلبي غاضبة. كايتو صياد محترف وتلميذ لجين. بعد أن ضرب غون علىٰ وجهه، حاول كايتو قتل جرو أنثىٰ الدب الثعلبي لكن غون قام بحمايته. ذكر كايتو أنه يبحث عن جين كنوع من الإختبارات قبل أن يعتبره معلمه صيادًا حقيقيًا. اعجاب كايتو بجين أيقظ في غون هدف حياته وهو مقابلة والده. ولكي يجد جين ويلاقيه، ذهب غون ليحصل على رخصة الصيد. هدفه هو معرفة الرغبة التي جعلت والده يختار مهنته علىٰ رعاية ابنه.

## تفاصيل قصة غون وما قام به في الأنمي
1. ظهر غون لأول مرة في جزيرة كوجيرا وهو يحاول صيد سيد البحيرة.[8]
2. راهن غون مع عمته لتسمح له بأن يخضع لإختبار الصيادين إذا ما نجح في الإمساك بسيد البحيرة، ونجح في ذلك.[8]
3. قام غون بالمغادرة علىٰ ظهر سفينة جرىٰ عليها إختبار تمهيدي بعد هبوب عاصفة قوية لمعرفة تحمل المتقدمين للإمتحان، لم ينجح في هذا الاختبار عدا ثلاثة متقدمين وكانوا أصدقاء غون المقربين لاحقاً وهما كورابيكا وليوريو.[8]
4. تقدم غون نحو الإختبار التمهيدي الثاني الذي كان عبارة عن أحجية مع صديقيه وقد تجاوزوها بنجاح.[9]
5. دخل غون مع أصدقائه إلى غابة يعيش فيها وحوش سحرية تستطيع التحول لهيئة البشر حيث يوقعون غون وأصدقاؤه في فخ ينجح الجميع في تجاوزه ليكون ذلك الإختبار التمهيدي الأخير.[9]
6. يتجه غون وأصدقاؤه إلى موقع الإمتحان حيث يتجمع الممتحنين الذين استطاعوا الوصول للإختبار النهائي ويتعرف علىٰ محطم الأغرار تومبا وتبدأ بعدها المرحلة الأولى من اختبار الصيادين والتي هي عبارة عن الجري لفترة غير محددة أثناء ذلك يتعرف غون علىٰ كيلوا ويصلون إلىٰ خط النهاية سويًل ليبدأ بعدها القسم الثاني من المرحلة الأولى.[10]
7. يتابع المختبرين الإمتحان ولكن عدد كبير منهم يموت أثناء الجري في أرض نوميري وهي مستنقع يحتوي مخلوقات غريبة مفترسة متوحشة أثناء هذه المرحلة يتعرض أصدقاء غون كل من كورابيكا وليوريو لموقف سيئ في مواجهة هيسوكا ولكن غون عندما يسمع الصوت يقوم بإنقاذ ليوريو ويتعرض لهجوم هيسوكا الذي يبدي إعجابه به وبمهارته ومن ثمة يتابع غون الجري ليصل غون لنهاية هذه المرحلة.[11]
8. المرحلة الثانية من الإمتحان كانت تملي علىٰ المتقدمين تحضير وجبة من لحم الخنزير ولكن عدم نجاح أي متقدم ومن بينهم غون بالرغم من تمكن غون من معرفة نقطة ضعف الخنازير وكيفية اصطيادهم مما أدىٰ إلى ظهور رئيس لجنة اختبار الصيادين نيتيرو حيث قام بحل المشكلة وتغيير الإمتحان ليكون إمتحان سلق بيض نسر العنكبوت وهنا يظهر غون إحساسه العالي مرة أخرىٰ وذلك بمعرفة التزامن الصحيح لعملية جمع بيض نسر العنكبوت.[12]
9. يقدم رئيس لجنة اختبار الصيادين نيتيرو عرضاً خاصاً لكل من غون وكيلوا من خلال لعبة يقوم خلالها غون وكيلوا من محاولة أخذ الكرة من نيتيرو مقابل الحصول على رخصة الصيادين بشكل مباشر، لكن كل من غون وكيلوا يفشلان بذلك.[13]
10. المرحلة الثالثة من الامتحان بدأت علىٰ قمة برج الخداع، في هذه المرحلة دخل لعبة يتم الإعتماد فيها علىٰ قرار الأغلبية حيث يتشكل الفريق من خمسة أشخاص وكل خطوة حساسة يتم التصويت عليها وتكون لصالح الأغلبية، حدث في هذه المرحلة مواجهات فردية لأعضاء الفريق الخمسة كل علىٰ حدة مع أحد المجرمين المحكوم عليهم وتنافس غون مع سيدوكان في خدعة تتعلق بإطفاء شمعة المنافس أولا هو الخاسر وبحركة ذكية يربح غون الجولة.[14]
11. يتجاوز غون ورفاقه النزالات الخمسة بفوزهم في ثلاثة نزالات ويتجهون إلى مكان انقضاء ما تبقى من الوقت في تلك الأثناء يخبر غون البقية بأن كيلوا من عائلة زولديك.[15]
12. في نهاية المرحلة الثالثة يتجاوز غون بعض العقبات مع فريقه وفي نهاية المرحلة يدخل إلىٰ غرفة يطلب منهم الاختيار بين بابين الأول طويل ويستطيع عبوره خمسة أشخاص والثاني قصير ويستطيع عبوره 3 أشخاص عندها يقوم تومبا بمهاجمة ليوريو ويبدأ غون بالبحث عن حل لينجح الجميع.[16]
13. يجد غون الحل وذلك باختيار الباب الطويل ومن ثمة القيام بتدمير الحائط الفاصل بين الطريقين.[17]
14. يرسل غون رسالة إلى عمته تلخص ما مر به في إمتحان الصيدين.[17]
15. تبدأ المرحلة الرابعة والتي كانت عبارة عن لعبة مطاردة، حيث كان هدف غون هو بطاقة هيسوكا، وخلال هذه المرحلة يشاهد عدة نزالات ومن ثمة يحصل علىٰ بطاقة هيسوكا بخطفها أثناء مهاجمته لخصمه ثم يقوم خصم غون بخطف بطاقته وبطاقة هيسوكا ثم يعود هيسوكا ليسترد البطاقتين وإعطائهما لغون لتكون ديناً عليه رده في وقت لاحق.[18]
16. يعود غون لينضم لأصدقائه كورابيكا وليوريو ليبدأ في مساعدة يوريو في البحث عن هدفه الذي يكون عالقاً في كهف وبعد دخولهم الكهف يعلق الجميع داخله، يقوم غون بالمخاطرة ويحصل علىٰ ترياق لسم الأفاعي من جسد الميت ثم يقوم بضخ الغاز المنوم في الكهف ليخرج الجميع من الكهف.[19]
17. تبدأ المرحلة الخامسة والأخيرة بنزال بين غون وهانزو حيث تكون عبارة عن مواجهات مباشرة والفائز من جولة واحدة هو يحصل علىٰ لقب صياد ومن يخسر يلعب مع خاسر آخر وهكذا، ينتهي النزال بفوز غون لعدم قدرة هانزو علىٰ إجبار غون علىٰ الإستسلام ويتعرض غون لضربة يغمىٰ عليه بسببها.[20]
18. يستيقظ غون من إغمائه لكن بعد نهاية النزالات ويقوم ساتوتز برواية ما حدث في النزالات كما يقدم لغون رخصة الصيادين.[21]
19. حوار غون مع إيلومي أخ كيلوا حول مكان بيت عائلة زولديك.[22]
20. حصول غون علىٰ إحدىٰ القصص حول والده من قبل ساتوتز.[22]
21. توديع غون لباقي الصيادين الذين نجحوا في الإختبار وتوديع لجنة الإختبار وتوجهه مع ليوريو وكورابيكا إلىٰ منزل كيلوا.[22]
22. غون يصل إلىٰ بيت كيلوا ويتعرف على زيبرو أحد خدم أسرة الزولديك ومهمته تنظيف بقايا ضحايا الكلب ميكي ثم يتجاوز البوابة برفقة أصدقائه وزيبرو ويدخلون إلىٰ المسكن الخاص به مع سيكوانتو.[23]
23. قام غون بفتح بوابة الإختبار لمنزل عائلة الزولديك بمساعدة ليوريو وكورابيكا وتقدمه بإتجاه جبل كوكورو كيث يقع منزل كيلوا.[24]
24. وصول غون مع أصدقائه إلىٰ السور الذي يقبع تحت حماية كاناريا وتعرضه لعدد هائل من ضرباتها حتىٰ توقفها ثم مقابلة والدة كيلوا كيكيو وأخوه كالوتو ثم قامت كاناريا بأخذهم إلىٰ منزل الخدم.[25]
25. وصول غون إلىٰ منزل الخدم وتعرضهم للعبة من كبير الخدم غوتوه.[26]
26. غون وكيلوا يتقابلان في منزل الخدم ثم يغادر الجميع منزل عائلة زولديك.[26]
27. يغادر كل من كورابيكا وليوريو ويبقىٰ غون وكيلوا وحدهما ليبدأ في البحث عن التدريب والمال من أجل قيام غون بإعادة الدين لهيسوكا.[26]
28. ارسال غون رسالة إلىٰ عمته ميتو يستعرض فيها أحداث إختبار الصيادين.[27]
29. توجه غون وكيلوا نحو الحلبة السماوية والتسجيل فيها وبدء نزالاتهما فيها.[28]
30. تعرف غون وكيلوا علىٰ زوشي ومعلمه وينغ واكتشافهما لما يسمىٰ بأسلوب النين.[28]
31. وصول غون وكيلوا إلى الطابق 100 في الحلبة السماوية بعد عدة نزالات وطلبهما من وينغ تعليمهما المبادئ الأساسية لإستخدام النين.[28]
32. قيام وينغ بإعطاء تلميحات لغون وكيلوا حول استخدام الطاقة دون التطرق للمبادئ الأساسية الصحيحة.[29]
33. وصول غون وكيلوا إلىٰ الطابق 200 في الحلبة السماوية ومقابلتهما لهيسوكا ومنعه لهم من تجاوزه للتسجيل في هذا الطابق حتى يستطيعا تجاوز هالته وكل ما تبقىٰ لهم أقل من 4 ساعات حتىٰ إنتهاء موعد التسجيل.[29]
34. اعتراف وينغ لغون وكيلوا بكذبه عليهم في ما يتعلق بما أخبرهم به عن النين ووافق علىٰ تعليمهم لتجاوز هالة هيسوكا.[29]
35. قيام وينغ بتعليم النين لغون وكيلوا.[30]
36. استطاعة غون وكيلوا المرور من خلال هالة هيسوكا والتسجيل في الطابق 200.[30]
37. قيام غون بمنازلة غيدو وتعرضه لهجوم المغازل الذي أدىٰ لخسارته المباراة الأولىٰ وحرمان وينغ لغون من التدريب لمدة شهرين على النين.[31]
38. غون يحافظ علىٰ الوعد الذي قطعه لوينغ بعدم التدريب على النين لمدة شهرين ويشفىٰ من الإصابات التي تعرض لها في نزاله الأول.[32]
39. استمرار غون وكيلوا وزوشي في التدرب علىٰ النين ومشاهدة نزال هيسوكا من خلال الإعادة.[33]
40. قيام غون بمنازلة غيدو مرة ثانية والفوز عليه ومنازلة ريفيليت والفوز عليه أيضاً.[34]
41. اكتشاف غون لنوع الهالة الخاصة به وهي من نوع التعزيز ونجاحه في إختبار الصيادين السري.[35]
42. تحديد غون وهيسوكا موعد لنزالهما.[35]
43. منازلة غون لهيسوكا وقدرة غون علىٰ توجيه ضربة لهيسوكا ورد الدين لهيسوكا بإعادة البطاقة له ونهاية النزال بفوز هيسوكا.[36]
44. غون يعود إلى جزيرة الحوت التي غاب عنها 6 أشهر مصطحباً معه كيلوا.[37]
45. ميتو تعطي غون صندوقًا تركه له والده وتحكي له بعض القصص عن والده.[37]
46. غون يفتح الصندوق الذي تركه له والده ويجد خاتمًا وبطاقة ذاكرة وشريط مسجل فيه رسالة صوتية من جين إلىٰ غون.[38]
47. غون وكيلوا يحصلان علىٰ معلومات من شقيق كيلوا ميلوكي حول طرق الحصول علىٰ لعبة جزيرة الطمع.[39]
48. غون يغادر جزيرة الحوت.[40]
49. غون وكيلوا يصلان إلىٰ يورك شين ويبدآن عملية البحث عن لعبة جزيرة الطمع.[41]
50. غون وكيلوا يلتقيان بليوريو ويقيمون مزاداً شرطيًا لجمع المال.[42]
51. يحصل ليوريو علىٰ ما يريده بالذهاب إلىٰ منافسات الذراع بصحبة غون وكيلوا ولكن المنافسة تلغىٰ وتوزع صور لسبعة أشخاص من عصابة لواء الشبح بجائزة ملياري جيني للشخص الواحد.[43]
52. قيام غون كيلوا بالبحث عن قطع أصلية لبيعها في المزاد وتعرفهم علىٰ زيبايل ليدير أمورهم المالية من ناحية بيع وشراء قطع المزاد.[44]
53. عثور ليوريو علىٰ أثنين من عصابة لواء الشبح ليبدأ كل من غون وكيلوا وليوريو تتبعهم ومراقبتهم بحذر.[45]
54. امساك عصابة لواء الشبح لغون وكيلوا وأخذهما إلىٰ وكر الجماعة.[45]
55. نقاشات حادة بين أفراد العصابة حول غون وكيلوا وقرار نوبوناغا بإبقاء غون وكيلوا ليضمهم إلىٰ عصابة لواء الشبح ولكنهما يستطيعان الهرب منه.[46]
56. قيام غون وكيلوا بمحادثة كورابيكا هاتفيًا وإخباره عن لقائهما بعصابة لواء الشبح.[47]
57. اجتماع غون وكيلوا وليوريو وكورابيكا وقيام كورابيكا بشرح سر قوة النين التي يملكها لهم مع القدرات الخاصة به.[48]
58. قيام غون مع أصدقائه بملاحقة عصابة لواء الشبح وأمساك العصابة مرة ثانية بغون وكيلوا ولكن من أجل حماية كورابيكا.[49]
59. تلقي غون وكيلوا رسالة مبهمة من ليوريو أثناء إمساك العصابة بهما وقدرة كورابيكا علىٰ خطف زعيمهم كرولو لوسيفر.[50]
60. تبادل غون وكيلوا مع كرولو في صفقة نظمها كورابيكا وباكونودا.[51]
61. عند حضور المزاد تفاجأ كل من غون وكيلوا بوجود فينكس وفيتان حيث جرت محادثة بينهم حول كورابيكا وباكونودا.[51]
62. مقابلة غون وكيلوا للسيد باتيرا وتسيزغيرا للعب في جزيرة الطمع ورفضهما.[52]
63. قيام غون وكيلوا بتطوير مهارتهما المتعلقة بالنين.[52]
64. نجاح غون وكيلوا في إختبار تسيزغيرا من أجل اللعب في جزيرة الطمع.[53]
65. وداع غون وكيلوا لليوريو وتوجههما مع تسيزغيرا لبدء اللعب في جزيرة الطمع.[53]
66. دخول غون إلىٰ داخل اللعبة ووصوله لنقطة البداية وسماعه شرح مبسط عن كيفية اللعب.[53]
67. رؤية غون لمقتل أحد اللاعبين الجدد الذين دخلوا اللعبة.[54]
68. تقديم عرض لغون وكيلوا للإنضمام لمجموعة من المجموعات في اللعبة ورفض غون للعرض بسبب الكلام المسيء للعبة من قبل اللاعبين.[54]
69. حصول غون وكيلوا علىٰ سيف المعرفة وتعرضهم للسرقة من خلال البطاقات.[55]
70. توجه غون وكيلوا إلىٰ ماسادورا ومحاولة بيسكي الإنضمام لهم.[55]
71. تعرض اللصوص في اللعبة إلىٰ غون وكيلوا وأخذ أموالهم وثيابهم من خلال الإحتيال.[55]
72. وصول غون وكيلوا للمنطقة الصخرية ومواجهة العديد من الوحوش في تلك المنطقة.[55]
73. قيام بيسكي بفرض إستخدام الغيو علىٰ غون وكيلوا أثناء محاربة أحد الوحوش.[55]
74. بيسكي تفرض علىٰ غون وكيلوا تدريبهما بعد أن علمت أنهما تلاميذ وينغ الذي كان أحد تلاميذها.[55]
75. غون وكيلوا يشاهدا قتال بيسكي ضد بينولت ثم يقوم غون بالطلب من بيسكي بتدريبه علىٰ النين.[56]
76. بيسكي تأمر بينولت بمواجهة غون وكيلوا لتدريبهما على استخدام النين خلال سبعة أيام.[56]
77. يتوجه غون وكيلوا وبيسكي إلىٰ ماسادورا وتقوم بيسكي بشراء عدة للحفر ومن ثم يعودون للمنطقة الصخرية ليتجهوا إلىٰ ماسادورا بشكل مباشر ومستقيم بحفر الصخور التي تعترضهم.[56]
78. يعود غون وكيلوا وبيسكي إلىٰ المنطفة الصخرية لصيد الوحوش.[57]
79. قيام بيسكي بتعليم غون وكيلوا تقنيات جديدة في أسلوب الطاقة (التين - الكو).[57]
80. قيام غون بإرشاد كيلوا إلىٰ وحوش تدعىٰ كيريكو ستأخذه إلى موقع أختبار الصيادين.[58]
81. قيام أبينغاني بزيارة غون وبيسكي من أجل تحذيرهم وأخبارهم بما يعرفه عن المفجر وما فعله بفريقهم وطلب منهم أخبار كل من يصادفون من اللاعبين.[58]
82. توجه غون وبيسكي لشراء التعويذات السحرية في مدينة ماسادورا ومتابعة غون لتدريباته عن النين.[58]
83. قيام غون وكيلوا بإستخدام الإتصال حيث يفاجأون بوجود اسم كرولو ويخبرون كورابيكا بذلك ويخبرهم بيسكي بإمكانية إزالة النين.[59]
84. يبدأ غون وكيلوا وبيسكي بهزيمة اللعبة وذلك بجمع البطاقات.[59]
85. مساعدة غون للقروييين في اللعبة في الشفاء والحصول على بطاقة الكسندر المحظوظ إحدىٰ البطاقات النادرة.[60]
86. غضب غون وكيلوا من آستا بسبب إزدراءها لهم لأنهم أطفال.[60]
87. وصول غون وكيلوا برفقة مجموعة من اللاعبين إلى سوفيرابي للحصول علىٰ البطاقة رقم 2 (بقعة الشاطيء).[60]
88. مقابلة غون وكيلوا وباقي اللاعبين رايزور ومطالبته بمغادرة الميناء ورد رايزور بمنافسة رياضية حتىٰ يستطيعون إخراجه.[61]
89. قيام غون وكيلوا بجمع المعلومات اللازمة من المنافسة ضد رايزور وفريقه لجلب فريق أقوىٰ لمنافستهم.[61]
90. استخدام غون بطاقة الرفقة (أكومباني) للذهاب إلىٰ كورولو والذي يتضح لاحقًا بأنه هيسوكا من سؤاله عن سبب تواجده في اللعبة.[61]
91. قيام غون وكيلوا بالإتصال بتسيزغيرا لضمه لفريقهم الذي سينافس رايزور للحصول علىٰ (بقعة الشاطئ).[62]
92. تفاجؤ غون وكيلوا بأن اللعبة جزء من العالم الحقيقي ومعرفته بأن رايزور أحد صانعي اللعبة وأنه أحد أصدقاء والد غون.[62]
93. بدء مباراة كرة المراوغة بين فريق غون ورايزور وتوجيهه كرة بإتجاه غون تسقطه أرضاً لكن غون يقدر علىٰ صدها بدون إمساكها.[62]
94. قيام غون بإستخدام العودة للرجوع لأرض الملعب وإخراج رايزور بأحد ضرباته وإجباره علىٰ استعمال العودة.[63]
95. توحيد قوة وهالة كل من غون وكيلوا وهيسوكا لصد كرة رايزور ونجاح غون في إمساك الكرة.[63]
96. قيام غون بتجميع كامل طاقته لضرب الكرة بإتجاه رايزور الذي يتصدىٰ لها ويحولها بإتجاه غون، لكن غون يغمىٰ عليه بعد تنفيذ الضربة ويقوم هيسوكا برد الضربة بإتجاه رايزور لينتصر فريق غون.[64]
97. بعد خسارة رايزور يعرض علىٰ غون إخباره بعض القصص حول والده جين.[64]
98. يحصل فريق غون وتسيزجيرا على بطاقة (بقعة الشاطئ).[64]
99. قيام غينثرو بإتصال مع تسيزغيرا وبعد ذلك عقد تسيزغيرا إتفاقًا مع فريق غون لمنح فريق تسيزغيرا ثلاثة أسابيع لتأخير هجومهم علىٰ فريق غون مقابل الحصول على بطاقة (الكسندر المحظوظ).[64]
100. قيام غون بالتدريب ووضع خطة مناسبة من قبل بيسكي لهزيمة غينثرو.[65]
101. ملاحقة غينثرو لفريق غون من خلال بطاقة (أكومباني).[66]
102. قيام كيلوا وبيسكي بتفريق فريق غينثرو ليكون كل شخص في مواجهة فردية كيلوا ضد ساب وبيسكي ضد بارا.[66]
103. تبدأ مواجهة غون لغينثرو بقيام غينثرو بإستخلاص المعلومات من غون بدهاء ثم يبدأ غون بتنفيذ الخطة والهجمات التي إتفق مع بيسكي علىٰ تنفيذها لإجبار غينثرو علىٰ استخدام قوته.[66]
104. تستمر المواجهة بين غون وغينثرو، يمسك غينثرو يدي غون لتفجيرها فيحمي غون أحد الأيدي ويضحي بالثانية ليوجه ضربة بقدمه لغينثرو ثم يستعمل بطاقة البنزين لمنع غينثرو من استخدام قدرة الزهرة الصغيرة ثم يستخدم غون قدرته الجانكين لضرب الأرض مكان صناعة أحد الأفخاخ ليهبطا سوياً في الحفرة ثم يخرج غون بطاقة من سجله لمدة دقيقة ويرميها لتتحول لصخرة تهبط على غينثرو الذي يتفاداها بصعوبة ثم يقوم غون بضربه بقبضة جانكن لتنتهي المعركة ويهزمه.[67]
105. قيام فريق غون باستخدام بطاقة (نفس الملائكة) علىٰ المصابين من القتال وقيام جورينو بإعطاء جميع بطاقاته وبطاقات فريق تسزيغيرا لغون لإكمال المجموعة وإنهاء اللعبة لأنهم استسلموا من إنهاء اللعبة.[67]
106. قدوم مجموعة من اللاعبين إلىٰ غون لمحاولة الحصول على جزء من المكافأة في حال نجحوا بالحصول على بطاقة (نعمة الحاكم).[68]
107. بدء الاختبار المكون من مئة سؤال ونجاح غون بالحصول علىٰ أعلىٰ نتيجة وحصوله علىٰ بطاقة (دعوة الحاكم).[68]
108. قيام غون وكيلوا بالقضاء علىٰ الإخوة بلوم بضربة واحدة بعد قيام الإخوة بالهجوم لسرقة البطاقات وتوجه غون إلىٰ القصر للحصول علىٰ البطاقة الأخيرة.[68]
109. مقابلة غون لأصدقاء والده ومصممي لعبة جزيرة الطمع ليست ودون وإعطائه صندوق لثلاث بطاقات مصممة من اللعبة يمكنه أخذها إلىٰ العالم الحقيقي وإخبار غون قصة اللعبة وعن مصممي اللعبة وعن والده.[68]
110. احتفال غون مع أصدقائه بنهاية اللعبة وبدء الحديث بينه وبين كيلوا حول البطاقات التي سيأخذونها إلىٰ العالم الحقيقي.[68]
111. خروج غون من اللعبة من بوابة الخروج ومقابلة ألينا وبحوزته 3 بطاقات (بقعة الشاطئ)، (الكوكب الأزرق)، (قلادة بالادين) ثم قيام غون بتحويل القلادة وإرجاع بطاقة بقعة الشاطئ لشكلها الأصلي وهو بطاقة (أكومباني) التي ستأخذه إلىٰ والده برفقة كيلوا.[68]
112. وداع غون وكيلوا لبيسكي وشكراها على تدريبها ومرافقتها لهما أثناء اللعب في جزيرة الطمع ثم إستخدام غون بطاقة (أكومباني) التي سوف تأخذه لوالده.[68]
113. وصول غون إلىٰ المكان الذي طلبه لكن المفاجأة كانت هجوم مفاجيء ضدهم من شخص لم يكن والده بل كان كايتو ولكن ليتبين أنه يهاجم وكر أحد أنواع النمل الذي يدعىٰ نمل الكاميرا.[69]
114. اثناء لقاء غون وكيلوا بكايتو يتذكر غون لقائهما السابق أثناء تواجد كايتو في جزيرة الحوت وإنقاذه من أم الدب التي حاولت قتله.[69]
115. قيام كايتو بإخبار غون بقصته له عندما قام جين بأخذ كايتو كتلميذ له وقصص أخرىٰ متنوعة عنه.[70]
116. تعرف غون إلى فريق كايتو ونقاشات مطولة حول نمل الكيميرا وأجزاء الجسم التي وجدوها وقيامهم بالتحرك باحثين عن الملكة.[71]
117. توجه غون وكيلوا برفقة فريق كايتو نحو دولة «أن جي ال» ثم الوصول للحدود ليدخلوا إلىٰ الدولة بعد منع نصف فريق كايتو بسبب حيازتهم أمور صناعية ومعادن ممنوع دخولها.[72]
118. بعد وصول رسالة بونزو إلىٰ كايتو حول خطر النمل يرسل كايتو باقي فريقه خارج الدولة لتبليغ منظمة الصيادين وينطلق بعدها مع غون وكيلوا نحو عرش الملكة ويعثرون في طريقهم على بقايا بونزو.[73]
119. مواجهة غون وكيلوا لأول نملة كيميرا يصادفونها وهو راموت وتوجيه ضربة قوية له لكن دون القدرة على قتله.[74]
120. عثور غون على مصنع العقار (المخدرات دي دي)الموجود في دولة (أن جي ال) ونقاشه مع كايتو وكيلوا حول التنظيم السري لدولة (أن جي ال) ومن ثمة مواجهتهم لمجموعة جديدة من نمل كاميرا بقيادة يونجو.[75]
121. معرفة غون وكيلوا نوعية سلاح كايتو ومعرفة كايتو لقدراتهم وتوجههم نحو عش الملكة.[76]
122. نزال غون مع بارو أحد نملات الكاميرا والقضاء عليه.[77]
123. تعرض غون وكيلوا وكايتو لهجوم سرب اليعاسيب التابع لسرب ليول وقضاء كايتو على السرب وانسحاب ليول مع القادة البقية.[78]
124. قيام نيفيربيتو بالهجوم على كايتو وقطع ذراعه مما يغضب غون الذي يحاول الهجوم باستخدام النين لكن كيلوا يقوم بضرب غون بطريقة تفقده وعيه وينسحب إلى خارج دولة (إن جي ال).[79]
125. استيقاظ غون من الغيبوبة وتحفيز كيلوا للعودة نحو انقاذ كايتو.[79]
126. خروج غون وكيلوا مع بالم تلميذة نوف في لقاء والحديث حول الشروط للحاق بنيترو وهي القتال بين ناكل وشوت وغون وكيلوا.[80]
127. بالم تستدعي بيسكي لتدريب غون وكيلوا وتشرح لهم قصد العجوز في التدريب لمدة شهر وتحدد لهما 3 ساعات على المحافظة على ثبات الرين وتستعمل قدرتها الخاصة في المساج لتخفيف الإرهاق وتسريع عملية التدريب.[80]
128. توجه غون وكيلوا لمقاتلة ناكل وسماح ناكل لهما بضربه حيث قبل منازلتهما بشرط أن يحركاه من مكانه وقيام غون بتوجيه ضربة مباشرة لناكل تسقطه مغشياً يقوم ناكل على أثرها بالسماح لغون وكيلوا بقتاله في أي وقت يريدانه.[81]
129. يكرر غون وكيلوا القتال كل يوم مع ناكل كما أن بالم تكون منزعجة لأن فترة التدريب مختصرة وتهدد غون وكيلوا في حال عدم الفوز على ناكل بقتلهما ويعطيها غون وعداً بأنه سوف يفوز على ناكل في الوقت المحدد.[82]
130. قتال جديد لغون وناكل مع إعطاء ناكل نقاط ضعف تقنية غون وقيام غون بتسمية هجومه جانكين التي فهمها ناكل بأنها جاجانكين.[83]
131. بداية القتال النهائي بين غون وناكل وإستخدام ناكل لقدرته التي تستهلك النين الخاص بالخصم وشرح كامل عن كمية الهالة في جسم غون.[84]
132. وصول غون وكيلوا برفقة ناكل وشوت إلىٰ حدود «إن جي ال» وشعوره بالإحباط الشديد بسبب ضعفه وعودته مع كيلوا ولكن بعد القليل من الوقت تعود الثقة لغون ويقرر بأنه يجب أن يصبح أقوىٰ.[85]
133. اتفاق غون وبالم بالخروج في موعد وتلقي غون خبر إستعادة كايتو لكنه تحت سيطرة الأعداء.[86]
134. عودة موريل ونوف لمراقبة الحالة النفسية لغون وكيلوا وإخبارهم بحقيقة ما حصل مع كايتو.[87]
135. مقابلة غون لكايتو وغضبه الشديد من الحالة السيئة التي وصل إليها وتوجهه برفقة (كيلوا - ناكل - شوت - بالم - موريل - نوف) إلى غوروتر الشرقية ومن ثمة إلى «إن جي ال» لقتال نمل الكاميرا.[88]
136. طلب موريل من غون إظهار عزيمته بإستخدام النين وإلا سيقوم بإستبعاده من المهمة ولكن غون يجتاز هذا الطلب.[88]
137. تسلل غون وكيلوا إلىٰ غوروتو الشرقية ونقاش حلول نظام دولة غوروتو ووضع خطة لإبطاء عمل الاختيار عند الملك.[89]
138. انفصال غون وكيلوا لتنفيذ الخطة وتعرض غون لهجوم أحد نمل الكيميرا علىٰ شكل ثعبان وهزيمته ثم تعرضه لهجوم إثنين من نمل الكاميرا (بومة - خفاش) والقضاء عليهم.[90]
139. احساس غون بأنه ملاحق وتعرفه علىٰ النملة ميليورون.[91]
140. اعطاء غون الثقة لميليورون وتعارفهما والحديث عن قدراته لغون.[92]
141. اتصالات غون مع كيلوا وموريل حول تطورات الأحداث ووضع الخطط مع باقي الفريق للهجوم على القصر.[93]
142. حوار غون وكيلوا حول تفاصيل الخطة وكيفية التنفيذ ثم إجتماعه بالمجموعة لإكمال التنسيق في كيفية الهجوم علىٰ القصر والملك وحراسة الملكيين.[94]
143. غون في لحظة الهجوم مع أصدقائه وبحثه عن بيتو.[95]
144. غون يرىٰ الملك للمرة الأولىٰ ويرىٰ نيترو وهو خلفه حيث يعطيه نيترو إشارة لمكان بيتو.[96]
145. قبل دخول غون وكيلوا إلىٰ مكان وجود بيتو يقفان أما زينو جد كيلوا الذي يخبرهما بأنه سيتركهما يستنتجان ما يحدث مكان وجود بيتو.[97]
146. غون يصل لمكان بيتو ليجدها تعالج كوموغي ويبدآن بحوار حول كوموغي وأهميتها بالنسبة للملك ويأخذ وعدًا من بيتو بأن تذهب معه لعلاج كايتو بعد إنتهائها من علاج كوموغي ويعطيها مهلة ساعة لعلاجها.[98]
147. وصول بوف لمكان وجود غون وقيام غون بإيقافه بتهديد حياة كوموغي وبعدها وصول ناكل وخروج بوف لمقاتلته وإعطاء غون لبيتو مهلة 10 دقائق لانهاء العلاج.[99]
148. غون يأمر بيتو بالتوقف عن العلاج لإدراكه إنتهاء ذلك ثم بالذهاب معه لبيجين من أجل علاج كايتو في تلك اللحظة يصل كيلوا وناكل إليه ويطلب منهما حراسة كوموغي كرهينة.[100]
149. وصول غون برفقة بيتو إلىٰ مكان تواجد كايتو وإخبار غون بأن كايتو ميت بالفعل بسبب كونها تلقت اتصالاً من بوف بأنه قد حرر كوموغي.[101]
150. دخول غون في حالة من الهيستيريا والبكاء المتواصل أثناء تذكر كلمات كايتو وتحمُّل خطأ مقتل كايتو.[101]
151. تحول غون إلىٰ نسخة كبيرة في الحجم والتي قوتها تعادل قوة الملك.
152. دخول غون في غيبوبة.
153. لقاء غون والده.
154. ذهاب غون لشجرة العالم للقاء والده.
155. يلتقي غون بوالده جين ويخبره عن القارة المظلمة.

## توضيحات ومراجع
1. ↑  في بداية أحداث القصة تتجلى هذه الرغبة.
2. ↑  تمثل ذلك في عدة مواقف منها فقدانه يده أثناء منازلة جينسور في القسم الخاص بجزيرة جرين لاند الحلقة 74 في نسخة 2011 وكذلك محاولة قتال نيفيربيتو بعد أن قامت بقطع يد كايتو في الحلقة 85 في نسخة 2011.
3. ↑  تجلى ذلك في نزال غون لهيسوكا وجينسور ونيفيربيتو
4. ↑  الحلقة 22 والحلقة90 إصدار 2011.
5. ↑  دار الحوار حول هذه القصة في الحلقة 37 من أنمي 2011.
6. ↑  قامت خالة غون باخباره بحقيقة ما حدث في الحلقة 37 من أنمي 2011.
7. ↑  اختلف هذا الحدث في توقيته بين أنمي عام 1999 و 2011 حيث جاء هذا الحدث في الاصدار القديم في الحلقة الأولى بينما كان هذا الحدث عبارة عن حديث دار بين كايتو وغون في الحلقة 76 في الاصدار الحديث 2011.
8. 1 2 3  الحلقة الأولى إصدار 2011.
9. 1 2  الحلقة الثانية إصدار 2011.
10. ↑  الحلقة الثالثة والرابعة إصدار 2011.
11. ↑  الحلقة الخامسة إصدار 2011.
12. ↑  الحلقة السادسة إصدار 2011.
13. ↑  الحلقة السابعة إصدار 2011.
14. ↑  الحلقة الثامنة والتاسعة إصدار 2011.
15. ↑  الحلقة 11-12 إصدار 2011.
16. ↑  الحلقة 12 إصدار 2011.
17. 1 2  الحلقة 13 إصدار 2011.
18. ↑  الحلقة 14-15-16 إصدار 2011.
19. ↑  الحلقة 17-18 إصدار 2011.
20. ↑  الحلقة 19 إصدار 2011.
21. ↑  الحلقة 20 إصدار 2011.
22. 1 2 3  الحلقة 21 إصدار 2011.
23. ↑  الحلقة 22 إصدار 2011.
24. ↑  الحلقة 23 إصدار 2011.
25. ↑  الحلقة 23 - 24 إصدار 2011.
26. 1 2 3  الحلقة 25 إصدار 2011.
27. ↑  الحلقة 26 إصدار 2011.
28. 1 2 3  الحلقة 27 إصدار 2011.
29. 1 2 3  الحلقة 28 إصدار 2011.
30. 1 2  الحلقة 29 إصدار 2011.
31. ↑  الحلقة 29 - 30 إصدار 2011.
32. ↑  الحلقة 31 إصدار 2011.
33. ↑  الحلقة 33 إصدار 2011.
34. ↑  الحلقة 34 إصدار 2011.
35. 1 2  الحلقة 35 إصدار 2011.
36. ↑  الحلقة 35 - 36 إصدار 2011.
37. 1 2  الحلقة 37 إصدار 2011.
38. ↑  الحلقة 37 - 38 إصدار 2011.
39. ↑  الحلقة 38 إصدار 2011.
40. ↑  الحلقة 39 إصدار 2011.
41. ↑  الحلقة 40 إصدار 2011.
42. ↑  الحلقة 42 إصدار 2011.
43. ↑  الحلقة 46 إصدار 2011.
44. ↑  الحلقة 48 إصدار 2011.
45. 1 2  الحلقة 49 إصدار 2011.
46. ↑  الحلقة 50 إصدار 2011.
47. ↑  الحلقة 52 إصدار 2011.
48. ↑  الحلقة 54 - 55 إصدار 2011.
49. ↑  الحلقة 56 إصدار 2011.
50. ↑  الحلقة 57 إصدار 2011.
51. 1 2  الحلقة 58 إصدار 2011.
52. 1 2  الحلقة 59 إصدار 2011.
53. 1 2 3  الحلقة 60 إصدار 2011.
54. 1 2  الحلقة 61 إصدار 2011.
55. 1 2 3 4 5 6  الحلقة 62 إصدار 2011.
56. 1 2 3  الحلقة 63 إصدار 2011.
57. 1 2  الحلقة 64 إصدار 2011.
58. 1 2 3  الحلقة 65 إصدار 2011.
59. 1 2  الحلقة 66 إصدار 2011.
60. 1 2 3  الحلقة 67 إصدار 2011.
61. 1 2 3  الحلقة 68 إصدار 2011.
62. 1 2 3  الحلقة 69 إصدار 2011.
63. 1 2  الحلقة 70 إصدار 2011.
64. 1 2 3 4  الحلقة 71 إصدار 2011.
65. ↑  الحلقة 72 إصدار 2011.
66. 1 2 3  الحلقة 73 إصدار 2011.
67. 1 2  الحلقة 74 إصدار 2011.
68. 1 2 3 4 5 6 7  الحلقة 75 إصدار 2011.
69. 1 2  الحلقة 76 إصدار 2011.
70. ↑  الحلقة 77 إصدار 2011.
71. ↑  الحلقة 78 إصدار 2011.
72. ↑  الحلقة 79 إصدار 2011.
73. ↑  الحلقة 80 إصدار 2011.
74. ↑  الحلقة 81 إصدار 2011.
75. ↑  الحلقة 81 - 82 إصدار 2011.
76. ↑  الحلقة 82 إصدار 2011.
77. ↑  الحلقة 83 إصدار 2011.
78. ↑  الحلقة 84 إصدار 2011.
79. 1 2  الحلقة 85 إصدار 2011.
80. 1 2  الحلقة 86 إصدار 2011.
81. ↑  الحلقة 87 إصدار 2011.
82. ↑  الحلقة 87 - 88 إصدار 2011.
83. ↑  الحلقة 89 إصدار 2011.
84. ↑  الحلقة 90 إصدار 2011.
85. ↑  الحلقة 91 - 92 إصدار 2011.
86. ↑  الحلقة 93 إصدار 2011.
87. ↑  الحلقة 94 إصدار 2011.
88. 1 2  الحلقة 95 إصدار 2011.
89. ↑  الحلقة 97 - 98 إصدار 2011.
90. ↑  الحلقة 98 - 99 إصدار 2011.
91. ↑  الحلقة 100 إصدار 2011.
92. ↑  الحلقة 100 - 102 إصدار 2011.
93. ↑  الحلقة 107 - 108 إصدار 2011.
94. ↑  الحلقة 109 إصدار 2011.
95. ↑  الحلقة 111 - 112 - 113 إصدار 2011.
96. ↑  الحلقة 113 إصدار 2011.
97. ↑  الحلقة 115 إصدار 2011.
98. ↑  الحلقة 116 إصدار 2011.
99. ↑  الحلقة 124 - 125 إصدار 2011.
100. ↑  الحلقة 127 إصدار 2011.
101. 1 2  الحلقة 130 إصدار 2011.